# Tommy Knight
Thomas Lawrence "Tommy" Knight (Chatham, Kent; 22 de enero de 1993) es un actor inglés, conocido por interpretar a Luke Smith en las series The Sarah Jane Adventures y Doctor Who.

## Biografía
Tommy Knight nació en Chatham, Kent, el tercero de cinco hermanos (tres varones y dos mujeres), quienes también actúan. Asistió a la Delce Junior School y, anteriormente, a la Sir Joseph Williamson's Mathematical School.

## Carrera
Su primer papel fue en una puesta de Medea, de Eurípides, estrenada en el Queen's Theatre del West End londinense. Ha trabajado desde entonces en Chitty Chitty Bang Bang, The Snowman, The Full Monty y  Macbeth, de William Shakespeare.
Los papeles adicionales en televisión de Knight incluyen papeles en TV to Go (2002), Casualty (2005), The Impressionists (2006), Sorted, Doctors, The Bill y Myths.

### The Sarah Jane Adventures

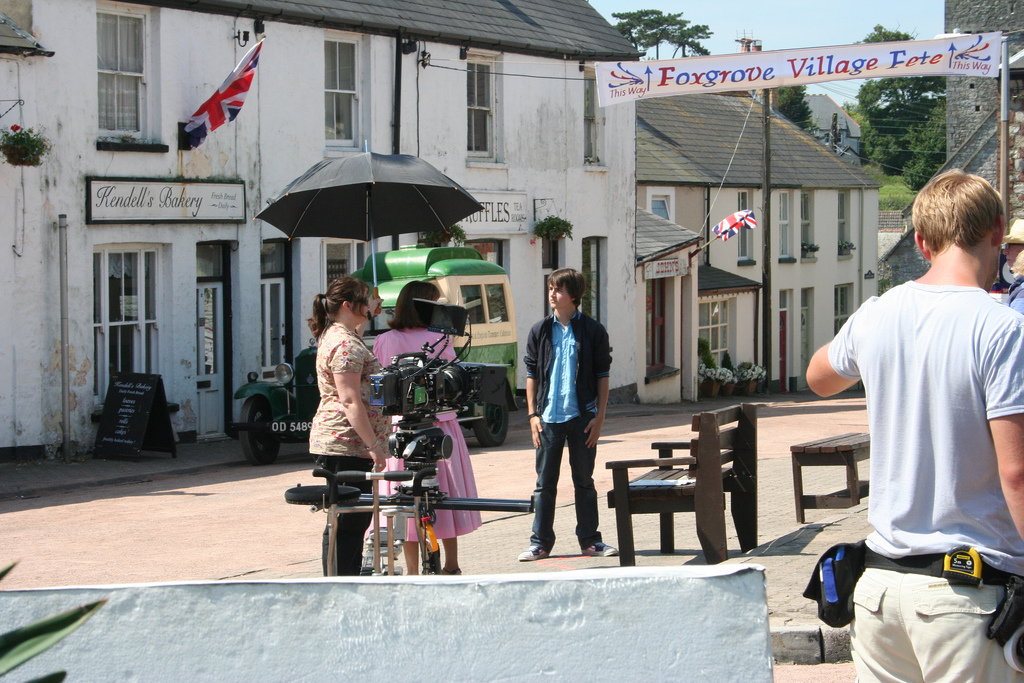
Detrás de escenas en The Sarah Jane Adventures, junto a Elisabeth Sladen.

Knight es conocido por interpretar a Luke Smith, hijo adoptivo de la protagonista Sarah Jane Smith, en las tres primeras temporadas de The Sarah Jane Adventures (2007, 2008, 2009).
Se mantuvo como personaje principal en The Sarah Jane Adventures desde la primera temporada hasta la cuarta en el año 2010, cuando su personaje Luke se marcha a la Universidad de Oxford, sin embargo, continuó haciendo apariciones semi-regulares en el show hasta el final de la quinta y última temporada, por lo general a través de la webcam de su dormitorio. Su última aparición fue en el episodio final de la serie, "El hombre que nunca existió".

### Doctor Who
Trabajó en dos episodios de Doctor Who: "La Tierra robada" y "El fin del viaje" en 2008. También hizo un cameo de unos segundos en la segunda parte de "El fin del tiempo", un serial de dos episodios emitido entre 2009 y 2010.

## Filmografía

### Televisión
| Año  | Título                                       | Papel               | Canal                | Notas                                                |
| ---- | -------------------------------------------- | ------------------- | -------------------- | ---------------------------------------------------- |
| 2002 | TV to Go                                     | Timothy             | BBC Two              | 1 Episodio                                           |
| 2002 | Nationwide Building Society                  | Joven futbolista    | Varios               |                                                      |
| 2002 | 15 Storeys High                              | Varios personajes   | BBC Two              |                                                      |
| 2002 | KFC                                          | Niño                | Varios               | Filmado en Wood Green, Londres.                      |
| 2003 | Little Monsters                              | Niño                | Sky                  | Filmado en Canning Town, Londres.                    |
| 2005 | Casualty                                     | Liam Woodbridge     | BBC One              | Episodio: "Aftermath"                                |
| 2005 | The Impressionists                           | Paul Cézanne        | BBC One              | Miniserie                                            |
| 2006 | Doctors                                      | Kevin Dobson        | BBC One              | Episodio: "Fighting Talk"                            |
| 2006 | Sorted                                       | Robert              | BBC One              | 1 Episodio                                           |
| 2006 | The Bill                                     | Shaun Perkins       | ITV                  | Episodio: "426"                                      |
| 2006 | Sainsbury's                                  | Niño en el parque   | Varios               |                                                      |
| 2006 | Think You Know?                              | Tom                 | CEOP Website         |                                                      |
| 2006 | Low Low                                      | Niño                | Varios               |                                                      |
| 2007 | The Sarah Jane Adventures                    | Luke Smith          | CBBC                 | Episodio: "Invasion of the Bane"                     |
| 2007 | The Sarah Jane Adventures                    | Luke Smith          | CBBC                 | Todos los episodios                                  |
| 2007 | Chute!                                       | Luke Smith          | CBBC                 |                                                      |
| 2007 | Blue Peter                                   | Él mismo            | BBC One              |                                                      |
| 2007 | TMi                                          | Él mismo            | BBC Two              |                                                      |
| 2007 | Casualty                                     | Jugg (Matt Turner)  | BBC One              | Episodio: "Say Say My Playmate"                      |
| 2008 | Doctor Who                                   | Luke Smith          | BBC One              | Dos episodios: "La Tierra robada" y El fin del viaje |
| 2008 | The Sarah Jane Adventures                    | Luke Smith          | CBBC                 | Varios episodios                                     |
| 2008 | Myths                                        | Paris               | BBC Switch           | Episodio: "Paris and the Goddesses"                  |
| 2008 | Blue Peter                                   | Él mismo            | BBC One              |                                                      |
| 2008 | TMi                                          | Él mismo            | BBC Two              |                                                      |
| 2009 | The Sarah Jane Adventures                    | Luke Smith          | BBC One              | Episodio especial                                    |
| 2009 | The Sarah Jane Adventures                    | Luke Smith          | BBC One and BBC HD   |                                                      |
| 2009 | CBBC                                         | Himself             | CBBC                 | Taking part in a question and answer session.        |
| 2010 | Doctor Who                                   | Luke Smith          | BBC One and BBC HD   | Episodio: El fin del tiempo                          |
| 2010 | The Bill'                                    | Greg Holbrook       | ITV                  | 1 episodio                                           |
| 2010 | Sam & Mark's TMi Friday                      | Himself             | CBBC                 | Filmed at the BBC television Centre.                 |
| 2010 | The Sarah Jane Adventures                    | Luke Smith          | CBBC and BBC HD      | 5 episodios                                          |
| 2010 | Sarah Jane's Alien Files                     | Luke Smith          | CBBC                 | 2 episodios                                          |
| 2011 | My Sarah Jane: A Tribute to Elisabeth Sladen | Él mismo            | CBBC                 | Sin creditar                                         |
| 2011 | The Sarah Jane Adventures                    | Luke Smith          | CBBC and BBC HD      | 2 episodios                                          |
| 2012 | Waterloo Road                                | Kevin Skelton       | BBC One & BBC One HD | 1 episodio                                           |
| 2013 | Waterloo Road                                | Kevin Skelton/Chalk | BBC One & BBC One HD | 1 episodio                                           |
| 2013 | Let's Dance for Comic Relief                 | Él mismo            | BBC One & BBC One HD | 1 episodio                                           |
| 2013 | Waterloo Road                                | Kevin Skelton/Chalk | BBC One & BBC One HD | 1 episodio                                           |
| 2013 | 12 Again                                     | Himself             | CBBC                 | Doctor Who Especial.                                 |